# Силы обороны Кении
Силы обороны Кении (англ. Kenya Defence Forces) — вооружённая организация Республики Кении, предназначенная для защиты свободы, независимости и территориальной целостности государства. Состоят из сухопутных войск, военно-морских сил и военно-воздушных сил.

## История
Королевские Африканские Стрелки (КАР) зародились в 1902 году в виде туземного полка Британских Колониальных войск в Африке для обеспечения безопасности в Британской Восточной Африке. В результате увеличения штатной численности этих сил во время Первой и Второй мировых войн появилась основа ныне существующих Вооружённых сил Кении. В 1964 году солдаты 11-го батальона Кенийских стрелков подняли мятеж, ради встречи с президентом, но были быстро подавлены, а 43 военнослужащих оказались под трибуналом. Чарльз Хорнсби отмечал, что: "Кеньятта улучил условия, объявил о повышении заработной платы военным, ускорил африканизацию и поручил разведывательным службам проникнуть и наблюдать за армией на предмет признаков недовольства". Современная кенийская армия активно борется с исламистами и террористами в Африке, в частности против Харакат аш-Шабаб в составе миротворческой миссии АМИСОМ.

## Общие сведения
| Силы обороны Кении                                              | Силы обороны Кении |
| --------------------------------------------------------------- | --- |
| Виды вооружённых сил:                                           | Сухопутные войска Кении; Военно-морские силы Кении; Военно-воздушные силы Кении; |
| Призывной возраст и порядок комплектования:                     | Вооружённые силы Кении комплектуются на добровольной основе, мужчинами и женщинами гражданами Кении, в возрасте 18 − 26 лет; с разрешения родителей поступление на службу возможно и в более раннем возрасте; минимальный срок контракта — 9 лет (7 лет в ВМФ); новобранец обязан предоставить удостоверение личности и сертификат об окончании школы; женщины служат в тех же условиях и на тех же основаниях, что и мужчины; максимальный возраст для военнослужащих — 55 лет (по данным на 2011 год). |
| Человеческие ресурсы, доступные для воинской службы:            | мужчины в возрасте 16-49: 9 768 140 женщины в возрасте 16-49: 9 466 257 (2010 оценочно) |
| Человеческие ресурсы, пригодные для воинской службы:            | мужчины в возрасте 16-49: 6 361 268 женщины в возрасте 16-49: 6 106 870 (2010 оценочно) |
| Человеческие ресурсы, ежегодно достигающие призывного возраста: | мужчины: 422 104 женщины: 416 927 (2010 оценочно) |
| Военные расходы — процент от ВВП:                               | 2,8 % (по данным на 2006 год), 51-е место в мире |

## Состав вооружённых сил

### Сухопутные войска Кении
Сухопутные войска Кении состоят из 10 бригад: 5 пехотных, 1 моторизированной, 1 специальных армейских операций, 1 артиллерийской, 1 бронетанковой и 1 инженерной. Кроме того, армия включает в себя зенитный артиллерийский дивизион, парашютно-десантная рота, воздушно-десантный, мотострелковый и отдельный разведывательный кавалерийский батальоны. На вооружении состоят 78 танков «Виккерс», 92 боевые разведывательные машины, 62 бронетранспортёра, 40 гаубиц, 94 зенитно-артиллерийских установки, 60 миномётов.
Приобретение Т-72 вызвало значительное противоречие в мировом сообществе. Судно «Фаина», которое везло 33 Т-72, было захвачено сомалийскими пиратами, а впоследствии выкуплено в феврале 2009. Мировое сообщество выражало сомнение в отношении того, что танки Т-72 предназначались для кенийской армии. Вместо этого, они предполагали, что они тайно передавались армии Южного Судана, в отношении которого действовало эмбарго на поставки вооружений. Кенийские военные публично продемонстрировали эти танки (и другое оборудование) 22 августа 2010 года в своём арсенале во время репетиций в честь принятия новой Конституции Кении. Тем не менее, сомнения сохранились по поводу начального намерения их приобретения, так как в последовавших утечках в Wikileaks было сказано о якобы осуществлявшемся постоянном процессе закупок вооружения Кенийским правительством от имени Южно-Суданского правительства. Утечки предполагают, что тайные операции мотивированы желанием политического руководства Кении поддержать Южный Судан, без ухудшения отношений между Хартумом и Джубой и создания угрозы независимости Южного Судана.
Вооружение и военная техника СВ Кении
| Фото                                            | Тип                                                        | Описание                                                                             | Количество         | Примечания                                                    |
| Бронетехника (MBT)                              | Бронетехника (MBT)                                         | Бронетехника (MBT)                                                                   | Бронетехника (MBT) | Бронетехника (MBT)                                            |
| ----------------------------------------------- | ---------------------------------------------------------- | ------------------------------------------------------------------------------------ | ------------------ | ------------------------------------------------------------- |
|                                                 | Vickers Mk3                                                | Основной боевой танк с 105-мм пушкой L-7                                             | 78                 | По состоянию на 2021 год                                      |
| Боевые разведывательные машины (RECCE)          |                                                            |                                                                                      |                    |                                                               |
|                                                 | Panhard AML-90                                             | Машина огневой поддержки сухопутных войск в модификации с 90-мм танковой пушкой      | 72                 | По состоянию на 2021 год                                      |
|                                                 | Panhard AML-60                                             | Машина огневой поддержки сухопутных войск в модификации с 60-мм миномётом            | 72                 | По состоянию на 2021 год                                      |
|                                                 | Ferret 701                                                 | Боевая разведывательная машина в модификации с 7,62-мм пулемётом                     | 12                 | По состоянию на 2021 год                                      |
|                                                 | Shorland S52                                               | Бронированная патрульно-дозорная машина без штатного вооружения                      | 8                  | По состоянию на 2021 год                                      |
| Бронетранспортёры (APC)                         |                                                            |                                                                                      |                    |                                                               |
|                                                 | Тип 92 (WZ551)                                             | Бронетранспортёр с колесной формулой 6×6 с 25-мм автоматической пушкой               | 31                 | По состоянию на 2021 год                                      |
|                                                 | UR-416                                                     | Бронетранспортёр с колесной формулой 4×4                                             | 52                 | По состоянию на 2021 год                                      |
|                                                 | ACMAT Bastion                                              | В модификации бронетранспортёр с колесной формулой 4×4 без бортового вооружения      | 5                  | По состоянию на 2021 год                                      |
|                                                 | Panhard M3                                                 | В модификации бронетранспортёр с колесной формулой 4×4                               | 0                  | 10 на хранении, по состоянию на 2021 год                      |
| Автомобили с противоминной защитой (MRAP/PPV)   |                                                            |                                                                                      |                    |                                                               |
|                                                 | PUMA M26-15                                                | Минозащищённый автомобиль с колесной формулой 4×4                                    | 105                | По состоянию на 2021 год                                      |
| Инженерная техника и автомобили помощи (ARV/MW) |                                                            |                                                                                      |                    |                                                               |
|                                                 | Vickers ARV                                                | Бронированные ремонтно-эвакуационные машины, 4 из них оснащены крановыми установками | 7                  | По состоянию на 2021 год                                      |
|                                                 | MW Božena                                                  | Инженерный автомобиль технической помощи без вооружения                              | н.д.               | По состоянию на 2021 год                                      |
| Самоходная артиллерия (SP)                      |                                                            |                                                                                      |                    |                                                               |
|                                                 | Нора B-52                                                  | 155-мм самоходная гаубица на колёсной платформе                                      | более 2            | По состоянию на 2021 год, всего заказано 30                   |
| Буксируемая и возимая артиллерия                |                                                            |                                                                                      |                    |                                                               |
|                                                 | L118                                                       | Буксируемая 105-мм гаубица, часть модернизирована до уровня M119A2                   | 40                 | По состоянию на 2021 год                                      |
|                                                 | OTO Melara Mod 56                                          | Буксируемая 105-мм гаубица                                                           | 7                  | По состоянию на 2021 год                                      |
|                                                 | Brandt АМ-50                                               | Буксируемый 120-мм тяжёлый нарезной миномёт                                          | 12                 | По состоянию на 2021 год                                      |
|                                                 | LLR 81mm                                                   | Возимый 81-мм средний миномёт                                                        | 50                 | По состоянию на 2021 год                                      |
| Противотанковые средства (MSL/RCL)              |                                                            |                                                                                      |                    |                                                               |
|                                                 | / MILAN                                                    | 115-мм переносной противотанковый ракетный комплекс                                  | н.д.               | По состоянию на 2021 год                                      |
|                                                 | Carl Gustav                                                | 84-мм противотанковый гранатомёт                                                     | н.д.               | По состоянию на 2021 год                                      |
| Вертолётная техника сухопутных войск (MRH)      |                                                            |                                                                                      |                    |                                                               |
|                                                 | Hughes 500DHughes 500MHughes 500MD (несут TOW)Hughes 500ME | Многоцелевой вертолёт                                                                | 212109             | По состоянию на 2021 год Вероятно не используются с 2016 года |
|                                                 | MD-530F                                                    | Лёгкий многоцелевой вертолёт                                                         | 6                  | По состоянию на 2021 год                                      |
|                                                 | Z-9W                                                       | Ударный вертолёт с комплексом ПТРК                                                   | 3                  | По состоянию на 2021 год                                      |
| Средства противовоздушной обороны               |                                                            |                                                                                      |                    |                                                               |
|                                                 | L/70                                                       | 40-мм зенитная установка                                                             | 13                 | По состоянию на 2021 год                                      |
|                                                 | TCM-20                                                     | Самоходная 20-мм артиллерийская установка                                            | 70                 | По состоянию на 2021 год                                      |
|                                                 | Oerlikon                                                   | 20-мм зенитное орудие                                                                | 11                 | По состоянию на 2021 год                                      |
|                                                 | BGM-71 TOW                                                 | Противотанковый ракетный комплекс вертолётного базирования                           | н.д.               | По состоянию на 2021 год                                      |

| Фото                    | Тип                               | Описание                                    | Количество | Примечания                                                                         |
| ----------------------- | --------------------------------- | ------------------------------------------- | ---------- | ---------------------------------------------------------------------------------- |
|                         | F.V.601 Saladin Mk.I              |                                             |            | По состоянию на 2016 год                                                           |
|                         | БТР-60                            | Бронетранспортёр                            | 24         | По состоянию на 2016 год                                                           |
|                         | F.V.603 Saracen                   | Бронетранспортёр                            | 15         | Возможно не используются с 12.2013                                                 |
|                         | БРДМ-3                            | Боевая разведывательная машина              | 8          | По состоянию на 2012 год. По контракту 2011 года должны быть поставлены 88 БРДМ-3. |
|                         | BOV M11                           | Боевая разведывательная машина              |            | По состоянию на 2018 год                                                           |
|                         | DCD Springbok                     | MRAP                                        | 102        |                                                                                    |
|                         | HMMWV                             | Армейский многоцелевой автомобиль           | 100        |                                                                                    |
| Вспомогательная техника |                                   |                                             |            |                                                                                    |
|                         | M-85 Žirafa                       | Машина материально-технического обеспечения |            | По состоянию на 2016 год                                                           |
|                         | Grider BDS/A секция PM M71        | Понтонный парк                              |            |                                                                                    |
|                         | BAE Systems Land & Armaments FMTV | Грузовой автомобиль                         |            |                                                                                    |
|                         | / Steyr-Sinotruck                 | Грузовой автомобиль                         | 400        |                                                                                    |
|                         | Acmat 6.20 6x6                    | Грузовой автомобиль                         |            |                                                                                    |
|                         | Acmat 4.20 4x4                    | Грузовой автомобиль                         |            |                                                                                    |
|                         | Mack R-серия                      | Грузовой автомобиль                         |            |                                                                                    |
|                         | Leyland Trucks                    | Грузовой автомобиль                         |            |                                                                                    |
|                         | Mercedes-Benz L 911               | Грузовой автомобиль                         |            | Mercedes Benz LA-911 Диз, 130 лс, 4х4, 4-5 т                                       |
|                         | Land Rover Defender               | Вседорожник                                 |            |                                                                                    |